# Spitalul Clinic de Urgență pentru Copii „Grigore Alexandrescu”
Spitalul Clinic de Urgență pentru Copii “Grigore Alexandrescu” este cel mai vechi spital pentru copii din București, România, dat în folosință în anul 1886.